# Hermidio Barrantes
Hermidio Barrantes Cascante (ur. 2 września 1964 w Puntarenas) – piłkarz kostarykański grający na pozycji bramkarza.

## Kariera klubowa
Karierę piłkarską Barrantes rozpoczął w klubie z rodzinnego Puntarenas o nazwie Puntarenas FC. W sezonie 1985/1986 zadebiutował w jego barwach w kostarykańskiej Primera División. Tam był podstawowym bramkarzem i grał tamże do 1992 roku. Wtedy też przeszedł do CS Herediano z miasta Heredia. W 1993 roku wywalczył z nim pierwsze mistrzostwo kraju w karierze. W 1994 roku odszedł do CS Cartaginés, ówczesnego zdobywcy Pucharu Mistrzów CONCACAF. W 1997 roku trafił do Deportivo Saprissa. W 1998 i 1999 roku sięgnął z nim po dwa kolejne mistrzostwa kraju. W 1998 roku wygrał też Copa Interclubes UNCAF. Karierę zakończył w 2000 roku.

## Kariera reprezentacyjna
W reprezentacji Kostaryki Barrantes zadebiutował w 1989 roku. W tym samym roku został powołany przez selekcjonera Velibora Milutinovicia do kadry na Mistrzostwa Świata we Włoszech. Tam był rezerwowym bramkarzem dla Luisa Gabelo Conejo i rozegrał jedno spotkanie, w 1/8 finału z Czechosłowacją (1:4). Od 1990 do 2000 roku rozegrał w kadrze narodowej 38 spotkań.